# Geschiedenis van de macro-economie
De macro-economie bestudeert economische systemen als geheel. Het gaat daarbij om de economische samenhang in een land, om de volkshuishouding. De geschiedenis van de macro-economie is ermee begonnen dat aan het begin van de 20e eeuw er onderscheid tussen de micro- en de macro-economie werd gemaakt. Deze vorm van economische wetenschap heeft zich sindsdien verder ontwikkeld. 

## Oorsprong
Tot het begin van de 20e eeuw bestond er geen onderscheid tussen micro- en macro-economie. De macro-economie vindt haar oorsprong in de conjunctuurtheorie en de monetaire theorie. De kwantiteitstheorie van het geld was voor de Tweede Wereldoorlog bijzonder invloedrijk en nam vele vormen aan, waaronder de versie gebaseerd op het werk van Irving Fisher:
{\displaystyle M\cdot V=P\cdot Q}
In de typische weergave van de kwantiteitstheorie werden omloopsnelheid (V) en de hoeveelheid geproduceerde goederen (Q) constant verondersteld, zodat enige toename in het geldaanbod (M) tot een onmiddellijke toename van het prijspeil (P) leidt. De kwantiteitstheorie van het geld was een centraal onderdeel van de neoklassieke theorie van de economie, die in de eerste decennia van de twintigste eeuw dominant was.

## Keynes en zijn volgelingen
In haar moderne vorm begon de macro-economie in 1936 met de publicatie van John Maynard Keynes zijn General Theory of Employment, Interest and Money. Toen de Grote Depressie in het begin van de jaren dertig vooral in de Verenigde Staten toesloeg, stonden neoklassieke economen voor een groot probleem. Het 'neoklassieke' economische instrumentarium schoot tekort en was niet in staat te verklaren waarom goederen onverkocht konden blijven en werklozen geen baan konden vinden. In de neoklassieke theorie zouden prijzen en lonen namelijk snel moeten dalen totdat de markten ruimden en alle goederen en arbeid een koper hadden gevonden. Keynes bood een nieuwe economische theorie, die verklaarde waarom markten misschien niet altijd zo snel ruimden. Later in de twintigste eeuw zouden deze inzichten evolueren tot een groep van macro-economische scholen van het denken, die bekend kwam te staan als het keynesiaanse economie (ook keynesianisme).
In Keynes' theorie stortte de kwantiteitstheorie in tot een nietszeggende relatie omdat consumenten en bedrijven de neiging hebben om hun geld in moeilijke economische tijden vast te houden, een fenomeen dat hij beschreef in termen van liquiditeitsvoorkeuren. Keynes legde ook uit hoe door het multipliereffect-effect een kleine daling in consumptie en/of investeringen sterk kon uitvergroten en over de gehele lijn tot een dalende vraag in de economie kon leiden. Keynes wees er op dat bijvoorbeeld onzekerheid een rol in de economie kan spelen.
Verder verklaarde Keynes dat de ontwikkeling van het nationaal inkomen op korte termijn voornamelijk afhankelijk is van de effectieve vraag. Als deze effectieve vraag tekortschoot, zoals in de Grote Depressie, kon de effectieve vraag middels tijdelijke 'deficit spending' (bijvoorbeeld grote openbare werken) weer worden opgekrikt. Mede door het multipliereffect zou de effectieve vraag zelfs meer dan evenredig groeien en zou het nationaal inkomen weer tot een normaal niveau kunnen stijgen.
De generatie na Keynes probeerde de macro-economie van de General Theory te combineren met de neoklassieke micro-economie. Zij slaagden erin om een neoklassieke synthese op te stellen. Gedurende de jaren 1950 werd deze neoklassieke synthese door de meeste economen aanvaard. Economen als Paul Samuelson, Franco Modigliani, James Tobin en Robert Solow ontwikkelden formele keynesiaanse modellen. Zij werkten formele theorieën voor de consumptie, de investeringen en de vraag naar geld uit die een verdere invulling gaven aan het keynesiaanse raamwerk.

### Kritiek van de Oostenrijkse school
Het is gebleken dat de keynesiaanse aanpak ook serieuze tekortkomingen vertoont. Een bron van veel kritiek op het keynesiaans economisch beleid vindt men bij de Oostenrijkse school.

## Monetarisme
Milton Friedman formuleerde een nieuwe versie van de kwantiteitstheorie, waar hij een belangrijke rol inruimde voor de vraag naar geld. Hij beargumenteerde dat de rol van het geld in de economie voldoende was om de Grote Depressie te verklaren en dat een op geaggregeerde vraag gebaseerde uitleg hiervoor niet nodig was. Friedman betwijfelde of de overheid wel in staat was om de economie met monetair beleid te "fine-tunen". Hij bepleitte met klem een gestage en voorspelbare groei van het aanbod van geld in plaats van frequente en onvoorspelbare interventie. Friedman vocht ook de Phillipscurve-relatie tussen inflatie en werkloosheid aan. Friedman en Edmund Phelps (die geen monetarist was) stelden een "verbeterde" versie van de Phillipscurve voor, die de mogelijkheid van een stabiele, langetermijnafruil tussen inflatie en werkloosheid uitsloot. Toen de olieschokken van de jaren 1970 tegelijkertijd een hoge werkloosheid en hoge inflatie deden ontstaan (stagflatie), gaven de feiten Friedman en Phelps grotendeels gelijk. Het monetarisme was zeker in de vroege jaren tachtig zeer invloedrijk. Daarna raakte deze stroming echter uit de gratie. Voor de centrale banken bleek een stabiel geldaanbod uiterst moeilijk te realiseren, een vaste rente bleek veel makkelijker te sturen. Daarnaast raakte het monetarisme politiek in diskrediet toen Paul Volcker's succesvolle poging rond 1980-1981 om de inflatie blijvend te verlagen (door het geldaanbod te verkrappen) in het begin van de jaren tachtig een zware recessie teweegbracht.

## Nieuw-klassieken
De opkomst van de nieuw-klassieke macro-economie daagde de keynesiaanse school verder uit. Een centrale ontwikkeling in het nieuw-klassieke gedachtegoed was de introductie door Robert Lucas van de theorie van de rationele verwachtingen in de macro-economie. Voorafgaand aan Lucas maakten economen over het algemeen gebruik van de theorie van de adaptieve verwachtingen, waar de economische agenten werden verondersteld om naar het recente verleden te kijken bij het vormen van hun verwachtingen over de toekomst. De theorie van de rationele verwachtingen gaat ervan uit dat agenten zich intelligenter gedragen. Een consument zal niet meer simpelweg aannemen dat de toekomstige inflatie 2% zal bedragen, alleen maar omdat dit het gemiddelde over de afgelopen jaren was. In plaats daarvan zal hij naar het huidige monetaire beleid en de huidige economische omstandigheden kijken. Op basis hiervan zal hij een weloverwogen prognose maken, waarop hij zijn consumptie en spaargedrag zal aanpassen. Toen de nieuw-klassieke economen de theorie van de rationele verwachtingen in hun model introduceerden, toonden zij aan dat monetair beleid slechts een beperkte impact kan hebben.
Hier nauw op aansluitend kwam Lucas ook met zijn (vooral in de Verenigde Staten) invloedrijke kritiek op keynesiaanse empirische economische modellen. Hij betoogde dat voorspellende modellen (zoals in Nederland door de CPB gebruikt), die zich baseren op empirische relaties, onstabiel zouden zijn. Hij pleitte daarom voor modellen op basis van de fundamentele economische microtheorie, die in ieder geval in principe, stabieler zouden zijn, naarmate er kwalitatieve veranderingen in de economie optraden. Naar aanleiding van deze Lucas-kritiek kwamen nieuw-klassieke economen, onder aanvoering van Edward C. Prescott en Finn E. Kydland met de zogenaamde Real business cycle-(RBC)-modellen van de macro-economie. RBC-modellen werden opgesteld door het combineren van fundamentele vergelijkingen uit de neoklassieke micro-economie. RBC-modellen verklaren recessies en werkloosheid door veranderingen in de technologie in plaats van door veranderingen in de markten voor goederen of geld. Critici van RBC-modellen beweren echter dat het zonder meer duidelijk is dat geld een zeer belangrijke rol speelt in de economie. Het idee dat veranderingen in de technologie recessies kunnen verklaren, vinden zij ongeloofwaardig. Ondanks vragen over de theorie achter deze RBC-modellen zijn deze echter wel degelijk van invloed geweest op de economische methodologie.

## Antwoord van de nieuwkeynesianen
Nieuwkeynesiaanse economen reageerden op de nieuw-klassieke school door de theorie van de rationele verwachtingen over te nemen. Ook concentreerden ze zich op de ontwikkeling van op micro-economie gefundeerde modellen, die zo veel mogelijk immuun waren voor de Lucas-kritiek. Stanley Fischer en John B. Taylor produceerden vroeg werk op dit gebied door te laten zien dat monetair beleid effectief kan zijn, zelfs in modellen met rationele verwachtingen, wanneer men tenminste de niet onlogische aanname doet dat de lonen van werknemers voor langere tijd contractueel vastliggen (denk in de Nederlandse situatie aan de cao's). Andere nieuwkeynesiaanse economen breidden dit werk uit en lieten nog andere gevallen zien, waar niet-flexibele prijzen en lonen er toe leiden dat monetair- en fiscaal beleid reële effecten kan hebben. Net zoals in de neoklassieke modellen veronderstelden de nieuw-klassieke macro-economische modellen dat de prijzen en lonen zich op perfect competitieve wijze onmiddellijk zouden aanpassen en dat monetair beleid daarom alleen maar zou leiden tot aanpassingen in het prijspeil (inflatie of deflatie). In tegenstelling daarmee onderzochten nieuwkeynesiaanse modellen bronnen van "starre" prijzen en lonen, die zich niet op korte termijn aanpassen, waardoor het in hun modellen mogelijk wordt dat monetair beleid ook direct van invloed kan zijn op de hoeveelheden in plaats van alleen op de prijzen.
Tegen de late jaren 1990 hadden de economen van verschillende stromingen een ruwe consensus bereikt. De rigiditeit van de nieuwkeynesiaanse theorie werd gecombineerd met de rationele verwachtingen en de RBC-methodologie van de nieuw-klassieken om dynamisch stochastische algemeen evenwichtsmodellen (DSAE) modellen op te stellen. Deze fusie van elementen uit de verschillende scholen van het economisch denken noemt men wel de nieuw-neoklassieke synthese. Deze zogenaamde DSAE-modellen worden nu door veel centrale banken gebruikt en vormen een belangrijk onderdeel van de hedendaagse macro-economie.

## Voetnoten
1. ↑  Dimand (2008)
2. 1 2 3  Blanchard (2011), blz. 580.
3. ↑  Dimand (2008).
4. ↑  Blanchard (2011), blz. 581.
5. ↑  Blanchard (2011), blz. 582-583.
6. ↑  Blanchard (2011), blz, 587.
7. ↑  Blanchard (2011), blz. 590.